# YTHDF3
YTHDF3‏ (YTH N6-methyladenosine RNA binding protein 3) هوَ بروتين يُشَفر بواسطة جين YTHDF3 في الإنسان.